# Anagrina alticola
Anagrina alticola is een spinnensoort in de taxonomische indeling van de Prodidomidae.
Het dier behoort tot het geslacht Anagrina. De wetenschappelijke naam van de soort werd voor het eerst geldig gepubliceerd in 1920 door Lucien Berland.